# أدرين هونو
ادرين هونو (بالفرنسية: Adrien Hunou)‏ (19 يناير 1994 بإيفري في فرنسا - ) هو لاعب كرة قدم فرنسي في مركز الوسط. شارك مع منتخب فرنسا تحت 18 سنة لكرة القدم ومنتخب فرنسا تحت 19 سنة لكرة القدم ومنتخب فرنسا تحت 20 سنة لكرة القدم. أما مع النوادي، فقد لعب مع ستاد رين ونادي كليرمونت 63.

## وصلات خارجية
- أدرين هونو على موقع الاتحاد الأوربي (الإنجليزية)
- أدرين هونو على موقع رابطة كرة القدم الفرنسية للمحترفين (الإنجليزية)
- أدرين هونو على موقع الدوري الأمريكي (الإنجليزية)
- أدرين هونو على موقع قاعدة بيانات كرة القدم.إي يو (الإنجليزية)
- أدرين هونو على موقع ليكيب (الفرنسية)
- أدرين هونو على موقع Soccerbase.com (لاعب) (الإنجليزية)
- أدرين هونو على موقع Soccerway.com (الإنجليزية)
- أدرين هونو على موقع عالم كرة القدم.نت (الإنجليزية)
- أدرين هونو على موقع AS.com (الإسبانية)